# 대구성서아카데미
대구성서아카데미는 대한민국의 기독교 커뮤니티이다. 약칭은 DABIA(다비아)인데, 이는 대구(Daegu)의 앞글자 Da,Bible의 앞글자 bi,Academy의 앞글자 A에서 따온 합성어이다. 대구지역에서의 성서연구모임에서 시작되었으며,현재는 대구지역과 서울지역 오프라인 모임을 통해 성서와 신학에 대해 논하고 있다. 개신교, 성공회(聖公會), 천주교등 다양한 교파의 회원들이 활동하고 있으며, 신학적으로는 사도신조에 근거한 정통(Orthodoxy) 기독교 신학노선을 걷고 있다.
- 대구지역의 오프라인모임 대구샘터교회의 방향성에 대해 (신학적 정체성)

대구샘터교회는 신구약성서를 하나님의 말씀으로, 사도신조를 신앙의 근본 틀로 받아들이고, 지난 2천년 기독교 역사를 소중하게 여기며, 특히 종교개혁의 신학적 유산을 이어받고, 한민족의 민족적 정체성을 바탕에 둔다. 한국교회를 지배하고 있는 성속이원론, 기복주의, 세속주의, 개교회주의, 성서문자주의를 넘어서 삼위일체론적이고, 종말론적인 기독교 영성을 추구한다.